# Zornia bracteata
Zornia bracteata är en ärtväxtart som beskrevs av Johann Friedrich Gmelin. Zornia bracteata ingår i släktet Zornia och familjen ärtväxter. Inga underarter finns listade i Catalogue of Life.